# Pawieł Pawłow (generał)
Pawieł Iwanowicz Pawłow (ros. Па́вел Ива́нович Па́влов, ur. 29 sierpnia?/11 września 1908 w Moskwie, zm. 2 lutego 1967 w Jałcie) – radziecki dowódca wojskowy, generał major lotnictwa, Bohater Związku Radzieckiego (1944).

## Życiorys
Miał wykształcenie niepełne średnie, od 1929 służył w siłach powietrznych, w maju 1931 ukończył Wojskowo-Teoretyczną Szkołę Sił Powietrznych w Leningradzie, a w lutym 1933 w trybie przyśpieszonym ukończył Wojskową Szkołę Lotników Morskich i Oblatywaczy im. Stalina. Był lotnikiem-instruktorem, a od stycznia 1936 dowódcą klucza, od sierpnia 1938 dowodził kluczem w 5 Niszczycielskim Pułku Lotniczym Sił Powietrznych Floty Bałtyckiej Czerwonego Sztandaru, uczestniczył w wojnie z Finlandią 1939-1940 jako p.o. szefa sztabu pułku lotnictwa. Od maja do listopada 1940 był szturmanem 5 pułku lotnictwa myśliwskiego, następnie dowódcą eskadry, 1940 został członkiem WKP(b), od czerwca 1941 brał udział w wojnie z Niemcami, m.in. w obronie Leningradu. W sierpniu 1941 osobiście strącił 4 samoloty wroga, a 3 w grupie. Od października 1941 do końca wojny walczył w składzie 21 pułku lotnictwa myśliwskiego Sił Powietrznych Floty Bałtyckiej, początkowo jako dowódca eskadry, od października do grudnia 1942 zastępca dowódcy pułku, w maju-czerwcu 1943 szef sztabu pułku, a następnie dowódca pułku. Od grudnia 1942 do maja 1943 był kursantem kursów doskonalenia kadry dowódczej Sił Powietrznych Marynarki Wojennej w obwodzie kujbyszewskim. Od listopada 1943 do września 1944 dowodzony przez niego pułk wykonał 2533 lotów bojowych, w tym 654 zwiadowczych, i strącił 97 samolotów wroga. Sam P. Pawłow do października 1944 wykonał 454 loty bojowe, stoczył 44 walki w powietrzu i strącił 10 samolotów wroga osobiście, a 5 w grupie. Był dwukrotnie ranny. Po wojnie nadal dowodził pułkiem, 1946 ukończył kursy akademickie sił powietrznych i obrony przeciwlotniczej przy Akademii Wojskowo-Morskiej im. Woroszyłowa, od grudnia 1946 do grudnia 1948 dowodził 7 Dywizją Lotnictwa Myśliwskiego Sił Powietrznych Floty Pacyficznej, 1951 ukończył Wyższą Akademię Wojskową im. Woroszyłowa, od stycznia 1951 do czerwca 1953 dowodził 4 Dywizją Lotnictwa Myśliwskiego na Pacyfiku; 3 listopada 1951 otrzymał stopień generała majora lotnictwa. Od czerwca 1953 do grudnia 1955 dowodził 366 rejonem bazowym obrony przeciwlotniczej bazy wojskowo-morskiej sił powietrznych marynarki wojennej, następnie pozostawał w dyspozycji głównodowodzącego sił powietrznych, a w lutym 1956 zakończył służbę wojskową. Mieszkał w Leningradzie, zmarł w sanatorium wojskowym w Jałcie.

## Odznaczenia
- Złota Gwiazda Bohatera Związku Radzieckiego (5 listopada 1944)
- Order Lenina (trzykrotnie - 1942, 1944 i 1954)
- Order Czerwonego Sztandaru (czterokrotnie - 1940, 1942, 1944 i 1949)
- Order Uszakowa II klasy (1944)
- Order Czerwonej Gwiazdy (1945)

I medale.